# Đường luật
Thơ Đường luật hay Thơ luật Đường là thể thơ Đường cách luật xuất hiện từ thời nhà Đường ở Trung Quốc. Là một trong những dạng thơ Đường bên cạnh thơ cổ phong (cổ thể thi), từ, thơ Đường luật đã phát triển mạnh mẽ tại chính quê hương của nó và lan tỏa ra nhiều quốc gia lân bang với tư cách thể loại tiêu biểu nhất của thơ Đường nói riêng và tinh hoa thi ca Trung Hoa nói chung. Thơ Đường luật còn được gọi với tên thơ cận thể để đối lập với thơ cổ thể vốn không theo cách luật ấy.
Thơ Đường luật có một hệ thống quy tắc phức tạp được thể hiện ở 5 điều sau: Luật, Niêm, Vần, Đối và Bố cục. Về hình thức, thơ Đường luật có các dạng "thất ngôn bát cú" (tám câu, mỗi câu bảy chữ) được xem là dạng chuẩn; biến thể có các dạng: "thất ngôn tứ tuyệt" (bốn câu, mỗi câu bảy chữ), "ngũ ngôn tứ tuyệt" (bốn câu, mỗi câu năm chữ), "ngũ ngôn bát cú" (tám câu, mỗi câu năm chữ) cũng như các dạng ít phổ biến khác. Người Việt Nam cũng tuân thủ hoàn toàn theo các quy tắc này.

## Thơ Đường luật tại một số quốc gia

### Việt Nam
Vì văn chương chính thống, giáo dục và hệ thống khoa cử thời trung đại đều sử dụng tiếng Hán, nên từ lâu người Việt vào thơ văn, đặt ra thể thơ Hàn luật, là sự kết hợp thơ Đường luật với các thể thơ dân tộc Việt.
Thể loại thơ này của Việt Nam kéo dài từ thời nhà Trần cho đến nửa đầu thế kỷ XX. Kể từ phong trào Thơ Mới trở đi, số người trong nước làm luật thi đã bị giảm đi đáng kể.

### Nhật Bản
Khoảng thế kỷ thứ 5 chữ Hán truyền từ Trung Hoa tới Nhật. Năm 593 thái tử Shotoku (Thượng Đức) nhiếp chính, đã ban hiến pháp "Thập thất điều", gửi nhiều phái đoàn sang nhà Đường du học. Năm 710 Nữ hoàng Genmei thiên đô về Nara, đặt tên là Heijo-kyo (Bình Thành Kinh). Năm 794 Thiên hoàng Kammu thiên đô về Heian và lập kinh đô (Heian-kyo, Bình An Kinh). Đây là thời kỳ người Nhật mô phỏng Trung Hoa thời nhà Đường toàn diện từ kiến trúc đô thành (theo mô hình kinh đô Tràng An nhà Đường và thành Lạc Dương triều Bắc Ngụy) đến nghi thức, văn hóa, và thời kỳ này kéo dài ít nhất tính đến thời điểm Nhật Bản ngừng phái sứ giả sang giao lưu với đại lục năm 894. Thơ văn chữ Nôm trở thành văn học của công và đồng nghĩa với sinh hoạt cung đình.
Thành tựu đáng chú ý đầu tiên của người Nhật đối với thể loại thơ Đường luật có thể kể đến Kaifuso (Hoài phong tảo, 751). Thi tập này bao gồm gồm 120 bài thơ chữ Hán, quy tụ các nhà thơ tiêu biểu từ hoàng đế, thành viên của hoàng tộc, quý tộc, tăng lữ cho đến những Hoa kiều nhập quốc tịch Nhật. Sáng tác đa phần được thực hiện từ thế kỷ 7 và 8, và hình thức thơ chủ yếu là thơ ngũ ngôn, tứ tuyệt, bát cú.

## Luật
Điều căn bản của luật thơ Đường luật là đối, đó là hai nguyên tắc đối âm và đối ý, nghĩa là lần lượt những chữ thứ nhất, thứ 2, thứ 3,... của câu trên phải đối với các chữ thứ nhất, thứ 2, thứ 3,... của câu dưới cả về âm và ý. Nhưng làm được như thế thì rất khó, vì vậy người ta quy ước nhất tam ngũ bất luật (chữ thứ nhất, thứ ba, thứ năm không cần theo luật), nhị tứ lục phân minh (chữ thứ hai, thứ tư, thứ sáu cần phải theo luật).

### Đối âm (Luật bằng trắc)
Luật thơ Đường căn cứ trên thanh bằng và thanh trắc, và dùng các chữ thứ 2-4-6 và 7 trong một câu thơ để xây dựng luật. Thanh bằng gồm các chữ có dấu huyền hay không dấu (thanh ngang); thanh trắc gồm các dấu: sắc, hỏi, ngã, nặng. Có người chia thành sáu thanh trắc trong đó dấu sắc (') và dấu nặng (.) chia thành mỗi tiếng có hai thanh trắc nhập và trắc khứ.
Nếu chữ thứ hai của câu đầu tiên dùng thanh bằng thì gọi là bài có "luật bằng"; nếu chữ thứ 2 câu đầu dùng thanh trắc thì gọi là bài có "luật trắc". Trong một câu, chữ thứ 2 và chữ thứ 6 phải giống nhau về thanh điệu, đồng thời chữ thứ 4 phải khác hai chữ kia. Ví dụ, nếu chữ thứ 2 và 6 là thanh bằng thì chữ thứ 4 phải dùng thanh trắc, hay ngược lại. Nếu một câu thơ Đường luật mà không theo quy định này thì được gọi "thất luật".
Ví dụ: xét câu "Bước tới đèo Ngang bóng xế tà" trong bài Qua Đèo Ngang của Bà Huyện Thanh Quan, có các chữ "tới" (thứ 2) và "xế" (thứ 6) giống nhau vì đều là thanh trắc còn chữ "Ngang" là thanh bằng thì đó là bài thất ngôn bát cú luật trắc.
Luật bằng trắc trong thể thất ngôn tứ tuyệt và thất ngôn bát cú có thể nôm na liệt kê như sau, nếu chỉ vần bằng chữ "B", vần trắc bằng chữ "T", những vần không có luật để trống, thì luật trong các chữ thứ 2-4-6-7 có thể viết là:
1. Luật Vần bằng
- Thất ngôn tứ tuyệt

| Câu số  | Vần | Vần | Vần | Vần | Vần | Vần | Vần | Ví dụ: Mời trầu1 của Hồ Xuân Hương |
| 1       |     | B   |     | T   |     | B   | B   | Quả cau nho nhỏ miếng trầu hôi     |
| 2       |     | T   |     | B   |     | T   | B   | Này của Xuân Hương mới quệt rồi    |
| 3       |     | T   |     | B   |     | T   | T   | Có phải duyên nhau thì thắm lại    |
| 4       |     | B   |     | T   |     | B   | B   | Đừng xanh như lá, bạc như vôi      |
| Chữ thứ | 1   | 2   | 3   | 4   | 5   | 6   | 7   |                                    |
- Thất ngôn bát cú

| Câu số  | Vần | Vần | Vần | Vần | Vần | Vần | Vần | Ví dụ: Thương vợ1 của Trần Tế Xương |
| 1       |     | B   |     | T   |     | B   | B   | Quanh năm buôn bán ở non sông       |
| 2       |     | T   |     | B   |     | T   | B   | Nuôi đủ năm con với một chồng       |
| 3       |     | T   |     | B   |     | T   | T   | Lặn lội thân cò khi quãng vắng      |
| 4       |     | B   |     | T   |     | B   | B   | Eo sèo mặt nước buổi đò đông.       |
| 5       |     | B   |     | T   |     | B   | T   | Một duyên hai nợ âu đành phận       |
| 6       |     | T   |     | B   |     | T   | B   | Năm nắng mười mưa dám quản công.    |
| 7       |     | T   |     | B   |     | T   | T   | Cha mẹ thói đời ăn ở bạc!           |
| 8       |     | B   |     | T   |     | B   | B   | Có chồng hờ hững cũng như không!    |
| Chữ thứ | 1   | 2   | 3   | 4   | 5   | 6   | 7   |                                     |
2. Luật vần trắc
- Thất ngôn tứ tuyệt

| Câu số  | Vần | Vần | Vần | Vần | Vần | Vần | Vần | Ví dụ: Phong Kiều dạ bạc (楓橋夜泊) của Trương Kế (张继) | Phiên âm Hán-Việt                   |
| 1       |     | T   |     | B   |     | T   | B   | 月落烏啼霜滿天                                           | Nguyệt lạc ô đề sương mãn thiên     |
| 2       |     | B   |     | T   |     | B   | B   | 江楓魚火對愁眠                                           | Giang phong ngư hỏa đối sầu miên    |
| 3       |     | B   |     | T   |     | B   | T   | 姑蘇城外寒山寺                                           | Cô Tô thành ngoại Hàn San tự        |
| 4       |     | T   |     | B   |     | T   | B   | 夜半鐘聲到客船                                           | Dạ bán chung thanh đáo khách thuyền |
| Chữ thứ | 1   | 2   | 3   | 4   | 5   | 6   | 7   |                                                          |                                     |
Bản dịch tiếng Việt của Tản Đà (chuyển thể thành lục bát):
Đỗ thuyền đêm ở bến Phong Kiều
Trăng tà chiếc quạ kêu sương
Lửa chài cây bãi sầu vương giấc hồ
Thuyền ai đậu bến Cô Tô
Nửa đêm nghe tiếng chuông chùa Hàn San
- Thất ngôn bát cú

| Câu số  | Vần | Vần | Vần | Vần | Vần | Vần | Vần | Ví dụ: Nhớ bạn phương trời1 của Trần Tế Xương |
| 1       |     | T   |     | B   |     | T   | B   | Ta nhớ người xa cách núi sông                 |
| 2       |     | B   |     | T   |     | B   | B   | Người xa, xa lắm nhớ ta không                 |
| 3       |     | B   |     | T   |     | B   | T   | Sao đang vui vẻ ra buồn bã!                   |
| 4       |     | T   |     | B   |     | T   | B   | Vừa mới quen nhau đã lạ lùng                  |
| 5       |     | T   |     | B   |     | T   | T   | Lúc nhớ, nhớ cùng trong mộng tưởng            |
| 6       |     | B   |     | T   |     | B   | B   | Khi riêng, riêng cả đến tình chung            |
| 7       |     | B   |     | T   |     | B   | T   | Tương tư lọ phải là mưa gió (1),              |
| 8       |     | T   |     | B   |     | T   | B   | Một ngọn đèn xanh trống điểm thùng            |
| Chữ thứ | 1   | 2   | 3   | 4   | 5   | 6   | 7   |                                               | Chú thích: (1): Thơ cổ có câu "Phong vũ dạ hoài nhân". Ý Tú Xương ở đây là không cần phải ở trong đêm mưa gió vẫn dậy lên nỗi nhớ về nhau.

### Đối ý
Nguyên tắc cố định của một bài thơ Đường luật là ý nghĩa của hai câu 3 và 4 phải "đối" nhau và hai câu 5, 6 cũng "đối" nhau. Đối thường được hiểu là sự tương phản (về nghĩa kể cả từ đơn, từ ghép, từ láy) bao gồm cả sự tương đương trong cách dùng các từ ngữ. Đối chữ: danh từ đối danh từ, động từ đối động từ. Đối cảnh: trên đối dưới, cảnh động đối cảnh tĩnh... Nếu một bài thơ Đường luật mà các câu 3, 4 không đối nhau, các câu 5, 6 không đối nhau thì bị gọi "thất đối".
Ví dụ: hai câu 3, 4 trong bài thơ Qua Đèo Ngang của Bà Huyện Thanh Quan:
Lom khom dưới núi tiều vài chú
Lác đác bên sông rợ mấy nhà,2
"Lom khom" đối với "lác đác" (hình thể và số lượng - thực ra hai câu này chưa phải đối hoàn chỉnh), "dưới núi" đối với "bên sông" (vị trí địa hình), song nếu nối hình ảnh hai câu trên "lom khom dưới núi" và "lác đác bên sông" thì vì một câu diễn tả về cảnh động, còn một câu diễn tả về cảnh tĩnh, nên sự đối lập có thể chấp nhận được. Một điểm nên chú ý là cách dùng từ láy âm "lom khom" chỉ dáng người của câu trên, và "lác đác" chỉ số lượng của câu dưới. Hai vế tiếp: "tiều vài chú" đối với "rợ mấy nhà" (đối lập về số lượng và tĩnh/động). Sự đối lập của hai vế cuối có thể coi là hoàn chỉnh. Xin xem thêm về thơ đối hoặc Câu đối Việt Nam để hiểu thêm về luật đối trong thơ.
Nhị tứ lục phân minh (Câu 2,4,6 phải đối ý)

## Niêm
Các câu trong một bài thơ Đường luật giống nhau về luật thì được gọi là "những câu niêm với nhau" (niêm = giữ cứng, ở đây được hiểu là giữ giống nhau về luật). Hai câu thơ niêm với nhau khi nào chữ thứ nhì trong cả hai câu cùng theo một luật, hoặc cùng là bằng, hoặc cùng là trắc, thành ra bằng niêm với bằng, trắc niêm với trắc. Ở những câu theo nguyên tắc là cần phải niêm, nếu tác giả sơ suất mà làm thành không niêm thì bài đó bị gọi là "thất niêm".
Nguyên tắc niêm trong một bài thơ Đường luật chuẩn (thất ngôn bát cú) như sau:
- Câu 1 niêm với câu 8
- Câu 2 niêm với câu 3
- Câu 4 niêm với câu 5
- Câu 6 niêm với câu 7

Còn đối với Nguyên tắc niêm ở thể thơ Thất ngôn tứ tuyệt: Câu 2 niêm với câu 3, câu 4 niêm với câu 1.
Chẳng hạn với luật vần bằng:
1. - B - T - B B
2. - T - B - T B
3. - T - B - T T
4. - B - T - B B
5. - B - T - B T
6. - T - B - T B
7. - T - B - T T
8. - B - T - B B

Ví dụ: Xét trong bài thơ Qua đèo Ngang, hai câu thứ 2 và thứ 3:
Cỏ cây chen đá lá chen hoa
Lom khom dưới núi tiều vài chú

## Vần
Vần là những chữ có cách phát âm giống nhau, hoặc gần giống nhau, được dùng để tạo âm điệu trong thơ. Trong một bài thơ Đường luật chuẩn, vần được dùng tại cuối các câu 1, 2, 4, 6 và 8. Những câu này được gọi là "vần với nhau". Nếu một bài thơ Đường luật mà chữ cuối của một trong các câu này không giống nhau về vần thì được gọi "thất vần".
Những chữ có vần giống nhau hoàn toàn gọi là "vần chính", những chữ có vần gần giống nhau gọi là "vần thông". Hầu hết thơ Đường luật dùng vần thanh bằng, nhưng cũng có các ngoại lệ.
Ví dụ: hai câu 1, 2 trong bài Qua đèo Ngang của Bà Huyện Thanh Quan:
Bước tới đèo Ngang, bóng xế tà
Cỏ cây chen đá, lá chen hoa
hai chữ "tà" và "hoa" được xem là vần với nhau, nhưng ở đây là "vần thông" vì chỉ phát âm gần giống nhau.

## Bố cục
Bố cục một bài thơ thất ngôn bát cú Đường luật theo truyền thống thường được chia gồm 4 phần: Đề, Thực (hoặc Trạng), Luận, Kết. "Đề" gồm 2 câu đầu trong đó câu đầu tiên gọi là câu phá đề, câu thứ 2 gọi là câu thừa đề, chuyển tiếp ý để đi vào phần sau. "Thực" gồm 2 câu tiếp theo, giải thích rõ ý đầu bài. "Luận" gồm 2 câu tiếp theo nữa, bình luận 2 câu thực. "Kết" là 2 câu cuối, kết thúc ý toàn bài, trong đó câu số 7 là câu "thúc" (hay "chuyển") và câu cuối là "hợp". Có người cho rằng Hai câu đề giới thiệu về thời gian, không gian, sự vật, sự việc. Hai câu thực trình bày, mô tả sự vật, sự việc. Hai câu luận diễn tả suy nghĩ, thái độ, cảm xúc về sự vật, hiện tượng. Hai câu kết khái quát toàn bộ nội dung bài theo hướng mở rộng và nâng cao
Thơ thất ngôn bát cú có luật lệ gò bó khó làm nhất nhưng chính điều đó lại được người xưa ưa thích nhất, thường dùng để bày tỏ tình cảm ý chí, ngâm vịnh, xướng họa... Và trong tất cả các kỳ thi xưa đều bắt thí sinh phải làm.
Tại quê hương của Đường thi cũng là nơi mà phong trào tập cổ, sáng tác thơ Đường luật rầm rộ nhất, lý luận thi pháp thơ Đường luật Trung Quốc không có khái niệm Đề, Thực, Luận, Kết mà thay bằng khái niệm đầu liên, hàm liên, cảnh liên, vĩ liên, nói ngắn gọn bằng tổ hợp bốn từ Khởi (khai), Thừa, Chuyển, Hợp. Tuy nhiên cách phân chia này cũng không khác gì cách phân Đề, Thực, Luận, Kết về mặt ý nghĩa. Tuy nhiên, đa phần tài liệu Việt Nam vẫn đi theo cách chia Đề, Thực, Luận, Kết. Vì vậy, khi học hoặc tiếp cận Đường luật.
Một quan niệm khác áp dụng cấu trúc 2-4-2 cho bài thơ thất ngôn bát cú. Theo đó quan niệm này đứng ở góc độ không gian-thời gian nghệ thuật để khảo sát toàn bài dựa theo logic hai câu đầu và hai câu cuối bài thơ Đường luật thường yếu tố thời gian chiếm vị trí chủ đạo, còn bốn câu giữa trật tự không gian là chủ đạo và tác giả dường như dừng lại để quan sát sự vật.
Cũng cần nhắc đến quan điểm "Cảnh-Tình" của Kim Thánh Thán khi chia bài thất ngôn bát cú thành hai phần đều nhau, theo đó bốn câu trên của bài nặng về cảnh và bốn câu dưới nặng về tình.
Hiện nay, các nhà nghiên cứu có xu hướng không cố tìm quy luật chung về bố cục để áp dụng trong hàng loạt bài thơ mà áp dụng quan điểm nghiên cứu đã có từ thời Minh mạt Thanh sơ ở Trung Hoa, quan điểm bám sát và tuân thủ cách phân chia bố cục của từng bài thơ theo mạch cảm xúc của thi nhân biểu hiện trong bài. Một ví dụ là bài thơ hết sức nổi tiếng Qua đèo Ngang của Bà Huyện Thanh Quan hoàn toàn có thể được phân tách theo bố cục 1/7, hoặc bài Bạn đến chơi nhà của Nguyễn Khuyến có thể bố cục 7/1 hoặc 1/6/1.

## Một số dạng thơ Đường khác

### Thất ngôn bát cú